# NGC 5903
NGC 5903 (również PGC 54646 lub UGCA 405) – galaktyka eliptyczna (E2), znajdująca się w gwiazdozbiorze Wagi. Odkrył ją William Herschel 21 maja 1784 roku.